# Badmintonmeisterschaft von Macau
Badmintonmeisterschaften von Macau werden seit den 1980er Jahren ausgetragen, nachdem der Verband im Jahre 1982 gegründet wurde.

## Sieger
| Jahr | Herreneinzel  | Dameneinzel  | Herrendoppel                  | Damendoppel                | Mixed                        |
| ---- | ------------- | ------------ | ----------------------------- | -------------------------- | ---------------------------- |
| 2002 | Bao Wen Zhong | Pun Si I     | Bao Wen Zhong Iong Heng Chi   | Pun Si I Kong Wai Kuan     | Lei Keng Chon Pun Si I       |
| 2004 | Bao Wen Zhong | Long Ying    | Bao Wen Zhong Iong Heng Chi   | Long Ying Mak Ka Lei       | Wan Sze Ming Pun Si I        |
| 2005 | Chan Io Chong | Lei Sao Chi  | Chan Io Chong Wong Keng Hou   | Pun Si I Mak Ka Lei        | Chan Io Chong Pun Wai Kun    |
| 2007 | Lam Chi Man   | Pun Wai Kun  | Leong Kin Fai Lam Chi Man     | Pun Wai Kun Pun Si I       | Sam Kai Chong Pun Wai Kun    |
| 2008 | Lam Chi Man   | Mak Ka Lei   | Leong Kin Fai Lam Chi Man     | Lei Sao Chi Pun Ut Wa      | Lam Chi Man Iu Chau Leng     |
| 2009 | Leong Kin Fai | Lei Sao Chi  | Leong Kin Fai Lam Chi Man     | Lei Sao Chi Pun Ut Wa      | Leong Kin Fai Chou U In      |
| 2010 | Chan Io Chong | Mak Ka Lei   | Leong Kin Fai Lam Chi Man     | Iu Chau Leng Pun Wai Kun   | Chan Io Chong Mak Ka Lei     |
| 2011 | Leong Kin Fai | Lei Sao Chi  | Leong Kin Fai Lam Chi Man     | Mak Ka Lei Pun Si Pui      | Lam Chi Man Pun Si I         |
| 2012 | Chan Io Chong | Iao Mei Ha   | Leong Kin Fai Lam Chi Man     | Iao Mei Ha Pun Si Pui      | Lam Chi Man Pun Si I         |
| 2013 | Leong Kin Fai | U Teng Iok   | Leong Kin Fai Lam Chi Man     | Iao Mei Ha Pun Si Pui      | Lam Chi Man Ng Weng Chi      |
| 2014 | Leong Kin Fai | Iao Mei Ha   | Leong Kin Fai Lam Chi Man     | Zhang Zhibo Wang Rong      | Leong Kin Fai Wong Kit Ieng  |
| 2015 | Lam Chi Man   | Ng Weng Chi  | Leong Kin Fai Lam Chi Man     | Ng Weng Chi Wong Kit Ieng  | Leong Kin Fai Wong Kit Ieng  |
| 2016 | Pui Pang Fong | U Teng Iok   | Leong Kin Fai Lam Chi Man     | Iao Mei Ha U Teng Iok      | Leong Kin Fai Ng Weng Chi    |
| 2017 | Lam Chi Man   | Gong Xue Xin | Leong Kin Fai Lam Chi Man     | Kuan Chi Leng Gong Xue Xin | Leong Kin Fai Ng Weng Chi    |
| 2018 | Lam Chi Man   | Ao I Kuan    | Leong Kin Fai Lam Chi Man     | Chau Ka Hei Gong Xue Xin   | Pui Pang Fong Chau Ka Hei    |
| 2019 | Pui Pang Fong | Pui Chi Wa   | Leong Kin Fai Lam Chi Man     | Wong Kit Ieng Ng Weng Chi  | Pui Pang Fong Chau Ka Hei    |
| 2020 | Pui Pang Fong | Pui Chi Wa   | Leong Iok Chong Pui Pang Fong | Ng Weng Chi Gong Xue Xin   | Leong Iok Chong Gong Xue Xin |
| 2021 | Pui Pang Fong | Ng Weng Chi  | Ng Chi Chong Wan Wai Chi      | Ao I Kuan Pui Chi Wa       | Leong Iok Chong Gong Xue Xin |
| 2022 | Vong Kok Weng | Lam Hok In   | Ng Chi Chong Wan Wai Chi      | Ao I Kuan Pui Chi Wa       | Leong Iok Chong Ng Weng Chi  |
| 2023 | Pui Pang Fong | Pui Chi Wa   | Leong Iok Chong Vong Kok Weng | Ao I Kuan Pui Chi Wa       | Leong Iok Chong Ng Weng Chi  |
| 2024 | Pui Chi Chon  | 唐心雨       | Su Zhiyi Vong Kok Weng        | Yu Xiaohan Xu Zhen         | Su Zhiyi Xu Zhen             |